# Brvenica
Brvenica (macedónul Брвеница) az azonos nevű község székhelye Észak-Macedóniában.

## Népesség
Brvenicának 2002-ben 2 918 lakosa volt, melyből 2 834 macedón (93,15%), 68 szerb, 1 bosnyák, 15 egyéb.
Brvenica községnek 2002-ben 15 855 lakosa volt, melyből 9 770 albán (61,6%), 5 949 macedón (37,5%), 136 egyéb.

## A községhez tartozó települések
- Brvenica
- Blace (Brvenica),
- Volkovija (Brvenica),
- Dolno Szedlarce,
- Gyurgyurnica,
- Miletino,
- Radiovce,
- Sztencse,
- Tenovo,
- Cselopek (Brvenica).